# Тарталей
Тарталей — село в Бутурлинском районе Нижегородской области. Знаменита усадьбой Тарталеи, принадлежавшей Званцевым, ныне разрушенной, но с сохранившимся парком. В усадьбе гостили художники Илья Репин, Кузьма Петров-Водкин.

## География
Село находится на юге центральной части Нижегородской области, в так называемом межпьянье, в зоне хвойно-широколиственных лесов,  на расстоянии 18 километров (по прямой) к юго-востоку от посёлка городского типа Бутурлино, административного центра района. В настоящее время рядом с селом ведется строительство скоростной трассы М-12 Москва-Казань.
Климат
Климат характеризуется как умеренно континентальный, с относительно тёплым летом и холодной, продолжительной и малоснежной зимой. Среднегодовая температура — 3,2 °C. Средняя температура воздуха самого тёплого месяца (июля) — 18,8 °C (абсолютный максимум — 36 °C); самого холодного (января) — −12,4 °C (абсолютный минимум — −44 °C). Среднегодовое количество атмосферных осадков составляет 500—550 мм. Устойчивый снежный покров устанавливается, как правило, в третьей декаде ноября и держится в среднем 154 дня.

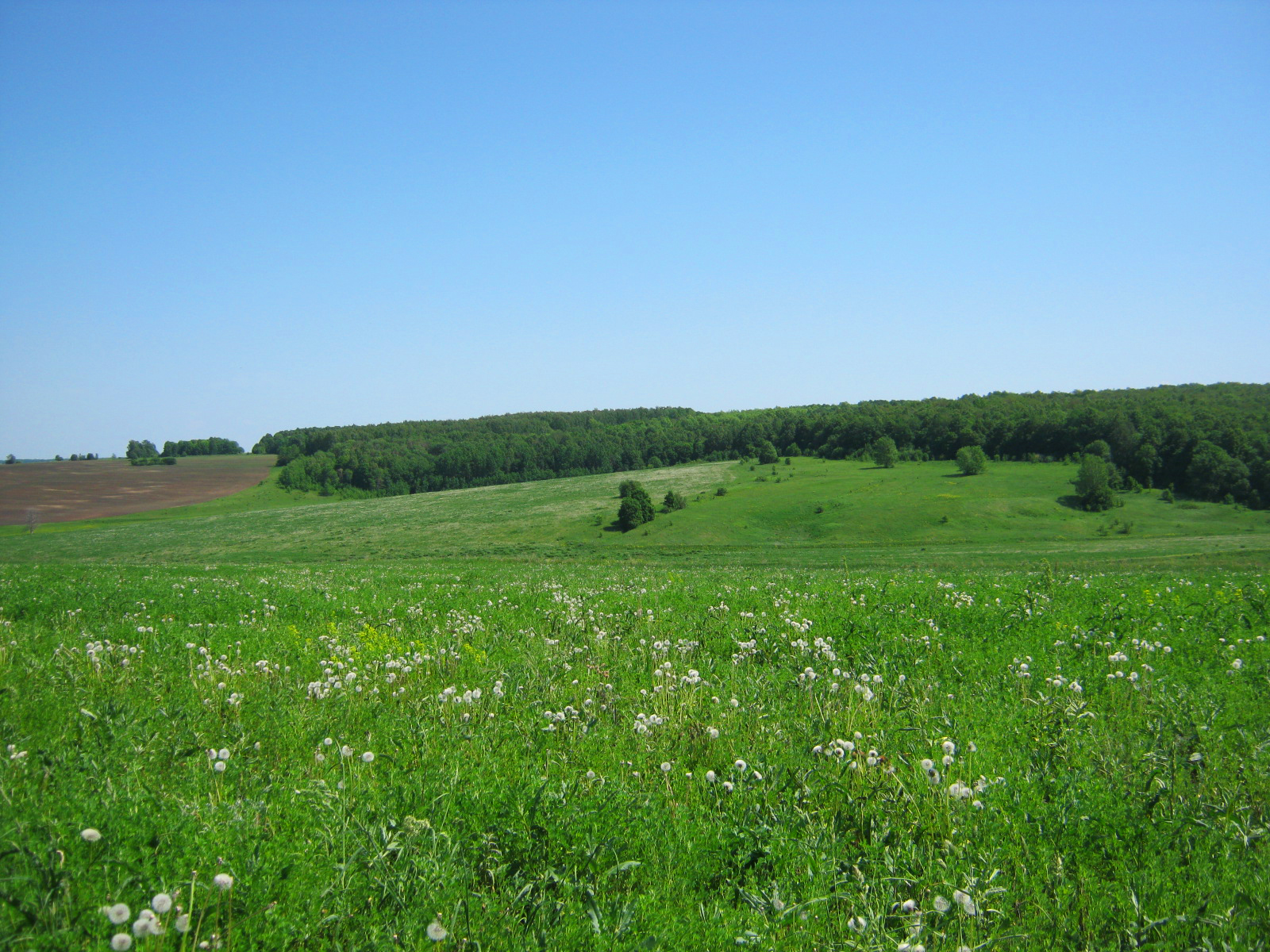
Дубрава около села Тарталей

Рядом с селом находиться государственный памятник природы регионального (областного) значения "Дубрава около с. Тарталей": от районного центра р.п. Бутурлино на юго-восток в 15 км, от с. Тарталей на юг в 0,6 км, от с. Кочуново на восток в 3,5 км. Общей площадью 608 га.

## История
Считается, что название села имеет мордовские корни: окончание «-лей» на языке эрзя означает реку. Т. е. в переводе — "речка в крутом овраге".
По сведениям ревизии 1782 года деревня Тарталеи была образована по указу Главной дворцовой канцелярии путем переселения крестьян из села Ревезени Княгининской округи Нижегородского наместничества на новые земли, в новопоселенную деревню Тарталеи. Переселено было 118 мужчин и 94 женщины.
На 1782 год деревня относилась к Перевозской округе Нижегородского наместничества.
На 1795 год к Сергачской округе Нижегородского наместничества. Деревня Тарталей относилась к приходу церкви села Еделево Сергачского уезда Нижегородской губернии. По деревне даже велись отдельные метрические книги.
До 1923 года деревня входила в состав Кочуновской волости Княгининского уезда Нижегородской губернии. Располагалась на границе Княгининского и Сергачского уезда.
Деревня (земли в том числе) Тарталей до 1796 года была дворцовой, крестьяне дворцовыми. Дворцовые крестьяне принадлежали лично царю и членам царской фамилии, то есть царскому дворцу (были государственным имуществом). Поэтому и переселены были из дворцового села на дворцовые земли (расстояние от Ревезени до Тарталей 60км).
В 1796 году усадьба и село были пожалованы императором Павлом I своему крестнику, Петру Павловичу Званцову, сыну турецкого паши и основателю династии Званцевых. Потомки Петра Званцова были людьми образованными, любили театр и живопись, ставили постановки в своём имении.
В 1850 году деревня принадлежит его потомкам, детям Ивана Петровича Званцова Петру и Николаю Ивановичам
Тарталеи знаменита усадьбой Званцевых,  ныне разрушенной. Сохранился лишь замечательный липовый парк, "барский" пруд (ныне заросший) с остатками купальни, "Лизин сад" - остатки барского яблоневого сада. Впрочем, до сих пор в селе можно увидеть переделанный дом Званцевых (жилой).
В усадьбе гостили художники Илья Репин (1890) и Кузьма Петров-Водкин (1913). В Тарталеях в память о Репине осталась написанная им икона, подаренная местной церкви, да пять портретов хозяйки усадьбы. В усадьбе Званцевых в Тарталеях Нижегородской губернии Петров-Водкин жил  с середины июня до первых чисел августа 1913 года. Там он работал с режиссёром Незлобинского театра Николаем Николаевичем Званцевым над декорациями к спектаклю по трагедии Шиллера «Орлеанская дева». В письме жене в Петербург из Тарталей от 15 июня 1913 года художник описал дом Званцевых: «Дом стоит на горе, откуда видны два совсем маленьких озера, а деревья и поля вдали. Имеется парк и маленький лес, теперь сезон земляники, и мы едим её каждый день» (Секция рукописей ГРМ. Фонд 105. Ед. хр. 8.Л. 12.). Там же он написал картину "Букет на террасе".
Из воспоминаний Аполлона Можаровского (Источник: Нижегородские епархиальные ведомости № 15 от 1 Августа 1891 года): "В 1797 году к приходу Еделева принадлежала уже мордовская деревня Тарталей, в которой по духовным росписям за указанный год значится душ 137 м. п. и 136 ж. п. Жители деревни Тарталей были переведены сюда из села Ревезени Княгининского уезда ... Когда и где крещены Тарталейцы: в селе ли Ревезени, откуда они были вывезены, или же, будучи перевезены на настоящее место жительства в деревню Тарталей, где приняли св. крещение, современные Тарталейцы этого не знают и не помнят, в духовных же росписях с 1797 по 1800 год жители деревни Тарталей обозначались новокрещенными из мордвов эрзя.До 1870 года в деревне Тарталеях еще можно было встретить нескольких стариков и старух, говоривших и одевавшихся по-мордовски, но со смертью их не осталось уже и следа, напоминавшего о мордовском происхождении Тарталейцев. В настоящее время жители деревни Тарталей свободно владеют русским языком, а мордовского совершенно не понимают. Костюм положительно носят все русский и только мордовский акцент в русской речи говорит об их родопроисхождении."
В Тарталеях существовала Казанская церковь приписная к Успенской церкви с. Еделево (1911—1912). Церковь окончательно ликвидирована была в 1938 г. 
Село глубоким и широким оврагом-долиной с каскадом прудов и плотин разделено на основную часть - "деревня" и "отвод". Основные улицы: Октябрьская, Молодежная.
Достопримечательности:
Памятник погибшим в ВОВ: В 1969 году на сельском сходе в селе Тарталей по инициативе и под непосредственным руководством Воронова Ивана Константиновича было принято решение построить памятники погибшим воинам в Великой Отечественной войне. Несмотря на ежегодный уход и обновление памятник в селе Тарталей постепенно разрушался и в конце 1993 года было принято решение о его замене и переносе в центральную часть, на прилегающую территорию Тарталейского сельского клуба на улице Октябрьской. Памятник-обелиск был изготовлен из литого нержавеющего железа На памятнике расположены имена тарталейцев, которые ценой своей жизни отстояли свободу и независимость Родины, всего 53 фамилии, сверху выбита звезда. 9 мая 1994 года памятник-обелиск воинам, павшим на полях сражений в годы Великой Отечественной войны 1941-1945 годов, был торжественно открыт.
Очень красивый вид с горы отвода на деревню и окрестности (по местной легенде с этой горы Илья Репин писал картины). 
В окрестностях села: вязовой и винный овраги (можно найти окаменелости мелового периода), барская сеча (красивый участок леса, опушка).

## Население
| 1999 | 2002 | 2010 |
| ---- | ---- | ---- |
| 263  | ↗267 | ↗312 |

1782: мужчин 118, женщин 94
1795: мужчин 133, женщин 118
1811: мужчин 123
1856: мужчин 140, женщин 184, дворов 36.
1959: 283 жителя
1969: 251 житель
1977: 166 жителей
1996: 256 жителей
2002: мужчин 138, женщин 129
2010: мужчин 149, женщин 163
На 1917 год в д. Тарталей числились фамилии: Аверьянов, Андрюшин, Артемьев, Гонюхов, Гуганов, Гузнов, Дудаков, Ерин, Инжов, Катров, Коннов, Краев, Кузнецов, Куприянов, Лебедев, Левченков, Лексин, Малышев, Матвеев, Морганов, Никитин, Петухов, Рапенков, Сазанов, Сергеев, Семёнов, Сидоров, Солдатов, Тимаков, Шивыров.